# Artesia Geyser
Artesia Geyser est un geyser situé dans le Lower Geyser Basin dans le parc national de Yellowstone aux États-Unis.
Artesia fait partie du groupe Black Warrior (Black Warrior Group) dont font aussi partie Young Hopeful Geyser, Gray Bulger Geyser et Steady Geyser.

## Géologie
Artesia est un geyser perpétuel qui n'arrête jamais de jaillir de l'eau d'au moins un de ses deux cônes, eau ne dépassant généralement pas 1,5 m. Un orifice est orienté vers le sentier qui passe à côté du geyser et l'autre est orienté vers la rivière Firehole.
Au cours d'une période en été 1999, l'eau de l'un des cônes a jailli à 3,7 m tandis que l'autre n'émettait que de la vapeur.